# 篠崎一雄
篠崎 一雄（しのざき かずお、1949年2月23日 - ）は、日本の分子生物学者。学位は、理学博士。栃木県宇都宮市出身。妻は植物学者で東京大学名誉教授の篠崎和子。

## 人物
理化学研究所機能開発研究グループグループディレクター。米国科学アカデミー外国人会員に選出。植物の環境ストレス応答と耐性獲得機構を先駆的に解明。

## 来歴
| 1967年        | 栃木県立宇都宮高等学校卒業 |
| 1972年        | 大阪大学理学部生物学科卒業 |
| 1979年        | 名古屋大学大学院理学研究科 理学博士 |
| 1978年-1986年 | 国立遺伝学研究所 分子遺伝部 研究員 |
| 1983年-1986年 | 名古屋大学 理学部生物学科 助手 |
| 1986年-1989年 | 名古屋大学 遺伝子実験施設 助教授 |
| 1989年-2005年 | 理化学研究所 植物分子生物学研究室 主任研究員                                                                                              |
| 1999年-2005年 | 理化学研究所 ゲノム科学総合研究センター 植物ゲノム機能情報研究グループ プロジェクトディレクター                                           |
| 2005年-2013年 | 理化学研究所 植物科学研究センター センター長                                                                                              |
| 2010年-2015年 | 理化学研究所 バイオマス工学研究プログラムディレクター（兼任）                                                                             |
| 2013年-2020年 | 理化学研究所 環境資源科学研究センター センター長                                                                                          |
| 2020年-現在   | 理化学研究所 環境資源科学研究センター 特別顧問（兼）機能開発研究グループディレクター 宇都宮大学バイオサイエンス研究センター特別顧問就任。 |

## 栄誉歴
| 1987年        | 日本生化学会奨励賞、日本遺伝学会奨励賞                     |
| 2000年        | トムソン・ロイター引用最高栄誉賞                           |
| 2003年        | 第14回つくば賞                                             |
| 2006年        | 文部科学大臣表彰 科学技術賞                                |
| 2009年        | 日本植物生理学会賞                                         |
| 2014年-2015年 | トムソン・ロイター高引用度論文研究者に選出                 |
| 2015年        | アメリカ、American Society of Plant Biologists功績賞の表彰 |
| 2016年        | 文化功労者                                                 |
| 2016年        | 紫綬褒章                                                   |
| 2016年-2019年 | クラリベイトアナリティクス高引用度論文研究者に選出         |
| 2018年        | アメリカ・ミシガン州立大学 アントン・ラング記念優秀研究賞  |
| 2020年        | 米国科学アカデミー国際会員に選出                           |
| 2020年        | 第36回国際生物学賞                                         |
| 2023年        | 日本学士院賞                                               |
| 2023年        | 瑞宝重光章                                                 |